# Erdős–Szőkefalvi-Nagy-tétel
Az Erdős–Nagy-tétel vagy Erdős–Szőkefalvi-Nagy-tétel a matematika, azon belül a diszkrét geometria eredménye. A tétel kimondja, hogy bármely nem konvex egyszerű sokszög átfordítások („flips”) véges sorozatával konvex sokszöggé alakítható. Egy „átfordítás” alatt az értendő, hogy a sokszög konvex burkát véve a sokszög valamely zsebét a határoló élre tengelyesen tükrözzük. A tétel Erdős Pál és Szőkefalvi-Nagy Béla magyar matematikusokról kapta a nevét.
Az Erdős-féle eredeti felvetés szerint egyszerre történt volna meg az összes átfordítás – ilyenkor elképzelhetőek olyan lépések, melynek során a sokszög önmagát metszővé válik. Szőkefalvi-Nagy ezért egyszerre egy átfordítást végzett.

## Történet
Erdős Pál 1935-ben mondta ki a sejtést az American Mathematical Monthly-ban, Szőkefalvi-Nagy Béla 1939-ben bizonyította. A probléma kacifántos utat járt be, újra és újra felfedezték.
1957-ben Jurij Grigorjevics Resetnyak és A. Ya. Yusupov, a buharai geometria tanszék vezetője  Erdősék munkájától függetlenül újra felfedezték és bizonyították a sejtést.
1959-ben Nicholas D. Kazarinoff és R. H. Bing újra felfedezte a problémát, amire két évvel később megoldást is adtak. Sejtésük szerint minden egyszerű sokszög legfeljebb 2n átfordítással konvexszé tehető.
1973-ban a Washingtoni Egyetemen Grünbaum két diákja, R. R. Joss és R. W. Shannon ellenpéldát találtak Kazarinoff és Bing sejtésére.
1981-ben Theodor Kaluza ismét felfedezi a problémát, egyben felteszi a kérdést, hogy vajon a szükséges átfordítások számára felállítható-e korlát a sokszög csúcsai számának függvényében.
1993-ban Bernd Wegner erősen technikai cikkében bizonyítja Kaluza sejtését.
1999-ben Therese Biedl és tsai ismét újrafelfedezik a problémát, Wegnerrel nagyjából megegyező eredményre jutva.
1999-ben Godfried Toussaint az addigi bizonyítások elemi, egyszerű és rövid szintézisét próbálja adni.
Bizonyítása hibát tartalmaz, amit 2006-ban javítanak.

## Változatok és általánosítások
- A csomóelméletben hasznos változatban az Erdős-féle átfordítások helyett száj-átfordításokat alkalmaznak (mouth-flip), ami nem a teljes zsebet, hanem csak egy csúcsot fordít át.
- A probléma általánosítható 3, illetve több dimenziós politópokra.
- Flip (átfordítás) helyett flipturn (át- és megfordítás, azaz az átfordítás után az él középpontja körüli 180°-os megfordítás) alkalmazása